# فرانشيسكو ماينانيللي
فرانشيسكو ماينانيللي (بالإيطالية: Francesco Magnanelli)‏ (12 نوفمبر 1984 بأمبيرتيدي في إيطاليا - ) هو لاعب كرة قدم إيطالي في مركز الوسط. لعب مع فيورنتينا وكييفو فيرونا ونادي ساسولو وASD Sangiovannese 1927 ‏ ونادي غوبيو.

## روابط خارجية
- فرانشيسكو ماينانيللي على موقع قاعدة بيانات كرة القدم.إي يو (الإنجليزية)
- فرانشيسكو ماينانيللي على موقع Soccerway.com (الإنجليزية)
- فرانشيسكو ماينانيللي على موقع عالم كرة القدم.نت (الإنجليزية)
- فرانشيسكو ماينانيللي على موقع AS.com (الإسبانية)